# Tomàs Baiget i Marigó
Tomàs Baiget Marigó (Cornellà de Llobregat, Baix Llobregat, 6 de maig de 1944) és un enginyer i documentalista català.
Baiget va ser el pioner en l'accés en línia a les bases de dades a Europa el 1973 havent treballat a l'Institut Nacional de Tècnica Aeroespacial d'Espanya com a cap del Servei de Teledocumentació (1973-1979), connectant-se a les bases de dades allotjades a l'Agència Espacial Europea. També ha treballat com a cap de projectes d'informació al Consorci d'Informació i Documentació de Catalunya, que el 1989 es convertí en Institut d'Estadística de Catalunya.
Entre les diverses iniciatives que ha promogut, relacionades amb el món de la informació i la documentació, es troben la creació, el 1992, de la revista Information world en español, i que a partir de 1998 es convertí en El profesional de la información (EPI), i de la qual fou director des de la seva creació i fins al 30 d'agost de 2023, quan el va substituir en el càrrec Rodrigo Sánchez Jimémez. Després li seguiren la llista de distribució IweTel (un dels principals fòrums de discussió sobre biblioteques, centres de documentació, bases de dades o gestió de la informació, creat el 1993, amb prop de 6.000 subscriptors), el grup d'experts ThinkEPI (des del 2005, sobre estratègia i prospectiva de la informació, que publica l'Anuario ThinkEPI), el directori EXIT (Expertos en el tratamiento de la información, des del 2005, amb uns 5.000 professionals) amb el programari desenvolupat per Josep-Manuel Rodríguez-Gairín, professor de la Universitat de Barcelona. El 2008, va posar en marxa la llista Incyt (Indicadors de ciència i tecnologia) enfocada a la difusió de notícies i novetats en comunicació científica i sociologia de les ciències. El 2017 va posar en marxa la llista Comunicación que posa en contacte 1.900 acadèmics d'aquest camp del coneixement. Com a membre de diversos grups i associacions del sector, ha impartit docència en diversos màsters i forma part de consells editorials de revistes científiques.

## Controvèrsies
L'agost de 2023, Baiget es va veure involucrat en una polèmica que va destapar la seva autoria d'un web creat l'any 2008, anomenat ArtiCulitos, i que «contenia imatges vexatòries de culs de bibliotecàries, preses sense el seu consentiment en trobades de feina, on Baiget afirmava que eren per un directori professional». Al seu torn, el Col·legi Oficial de Bibliotecaris-Documentalistes de Catalunya va reaccionar a la controvèrsia a través d'un comunicat al seu perfil a X, i va anunciar que emprendria sancions contra Baiget, membre col·legiat del col·legi, i que a més suposen la vulneració de dos articles del seu codi deontològic. Segons l'entitat col·legial, «considerem absolutament inadmissibles aquests fets, ja que són un clar cas d'abús sexual, donat el no consentiment de les víctimes». En aquesta línia i a través dels fets anteriors, el 29 d'agost de 2023, la Federació Espanyola de Societats d'Arxivística, Biblioteconomia, Documentació i Museística, va publicar un comunicat donant suport i referendant les declaracions i els posicionaments emesos per diferents associacions i col·legis professionals d'àmbit espanyol, i fent una crida a eliminar la discriminació en l'àmbit laboral de la professió i la disciplina. També la Sociedad Española de Documentació e Información Científica va emetre un comunicat el dia 30 d'agost lamentant el fets, i «condena y lamenta profundamente cualquier comportamiento, acto o expresión pública o privada en el ámbito laboral o extralaboral que vaya en contra de la dignidad de las mujeres o tenga un carácter machista y más si este está protagonizado por miembros de la profesión»".
Aquest cas tingué un ampli ressò a diversos mitjans de comunicació.